# امامزاده محمد سیجان
امامزاده محمد سیجان مربوط به دوره قاجار است و در شهرستان کرج، بخش مرکزی، روستای سیجان واقع شده و این اثر در تاریخ ۱۰ دی ۱۳۸۱ با شمارهٔ ثبت ۶۵۷۷ به‌عنوان یکی از آثار ملی ایران به ثبت رسیده است.